# Estación de L'Illa
L'Illa es una estación de las líneas T1, T2 y T3 del Trambaix. Está situada sobre la avenida Diagonal en el distrito de Les Corts de Barcelona, al lado del centro comercial L'Illa Diagonal que da nombre a la estación. Esta estación se inauguró el 3 de abril de 2004.
- Datos: Q8779940
- Multimedia: L'Illa Trambaix stop / Q8779940